# Malaysia
Malaysia är en förbundsstat i Sydostasien som består av 13 stater och tre federala territorier separerade av Sydkinesiska havet i två regioner, Västmalaysia på Malackahalvön och Östmalaysia på Borneo.
Västmalaysia gränsar till Thailand i norr och Singapore i syd, medan Östmalaysia gränsar till Brunei och Indonesien.
Landet spårar sitt ursprung till malaysiska kungadömen och sultanat som blev brittiska protektorat under kolonisationstiden i Västmalaysia och eftergifter som beviljats av lokala härskare i Östmalaysia. Västerländska stater fick självstyre 1948 som Malajiska federationen innan de fick självständighet den 1957 och förenade sig med kronkolonierna Singapore, Sarawak och Nordborneo för att bilda Malaysia den 1963. Singapore bröt sig ut 1965.
Landet är en konstitutionell valmonarki och statsöverhuvudet kallas för Yang di-Pertuan Agong, motsvarande en kung. Ibrahim Iskandar, sultanen av Johor, invigdes 2024.

## Historia
År 1948 startades ett kommunistiskt gerillakrig i dåvarande brittiska besittningen Malacka, och stridigheterna höll på i drygt tio år. Brittiska trupper lyckades där för första gången i modern tid helt besegra en gerilla militärt. En bidragande orsak var att man tvångsförflyttade nära en halv miljon av den kinesiska minoriteten i landet. När landet Malaya förklarades självständigt 1957 var landets fulla namn Federation av Melayus länder, ofta kallat Malajiska federationen. 1963 tillkom territorierna Sarawak, Sabah och Singapore och landet bytte namn till Malaysia. 1965 uteslöts dock Singapore ur federationen och efter detta har relationen mellan de båda länderna varit frostig.
Sedan 1957 har Malaysia varit en av medlemsstaterna i Brittiska samväldet. 1981 blev Mahathir bin Mohamad premiärminister och i 22 år fram till och med 2003, när Abdullah Ahmad Badawi tog över posten, höll han landet i ett järngrepp. Abdullah Badawi har i sin tur styrt landet på ett mer diplomatiskt vis och internationella bedömare har hyllat hans modernisering av landets näringsliv. Dock är fortfarande exempelvis pressfrihet en eftersatt fråga i landet. Den malajiska förbundsstaten har en kung som statsöverhuvud, och kungatiteln Yang Di-pertuan Agon roterar mellan sju sultaner. Varje kung innehar ämbetet i fem år. 2007 blev Mizan Zainal Abidin kung.

## Geografi

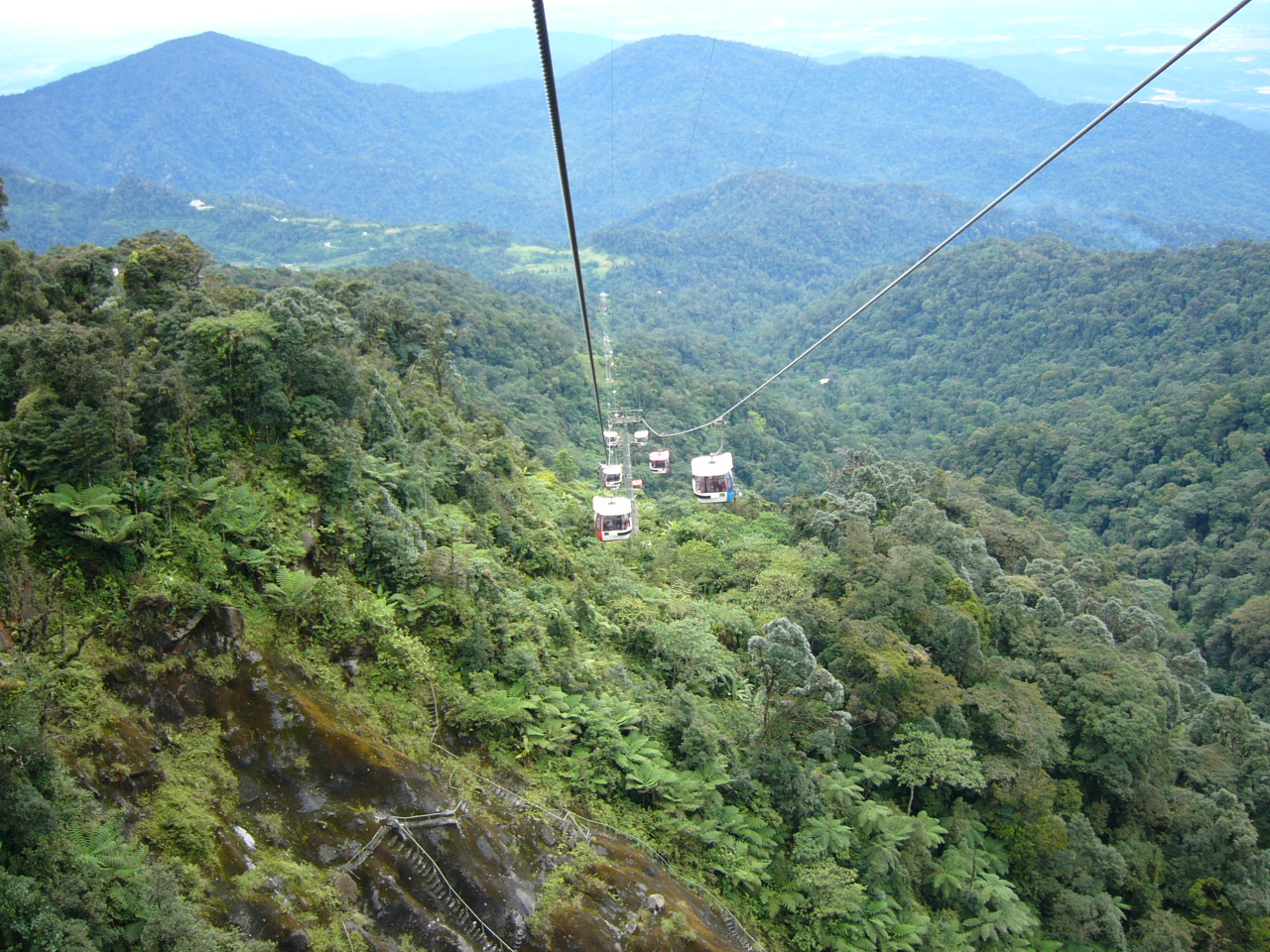
Landskap vid Titiwangsabergen.

### Topografi och hydrografi
De två delarna av Malaysia som skiljs åt av Sydkinesiska havet har liknande landskap i det att både Väst- och Östmalaysia har slättland mot kusten som stiger till täta skogar och berg mot inlandet. Det högsta berget i Malaysia är Mount Kinabalu som är 4 095 meter högt. Det står på ön Borneo.
Tanjung Piai, som ligger i den sydliga delstaten Johor, är den sydligaste punkten i kontinentala Asien, om Singapore, som är en ö som kopplas samman till kontinenten via en väg- och järnvägsbank (The Causeway), samt Malaysia-Singapore Second Link, inte räknas in.
Malackasundet, som ligger mellan Sumatra och Malackahalvön, är troligen den viktigaste fraktsträckan i världen. 

### Klimat
Klimatet är ekvatorialt och karaktäriseras av de årliga monsunerna som förekommer i sydväst (april till oktober) och nordöst (oktober till februari).

### Naturskydd
Malaysia har flera nationalparker utspridda i landet, där den kanske mest kända och en av de äldsta är Bako nationalpark med sitt rika djurliv. 

## Styre och politik

### Författning och styre
Malaysia är en federal, konstitutionell valmonarki. Styrelseskicket har baserats på det parlamentariska Westminstersystemet, ett arv från det brittiska koloniala styret. Statschefen är Yang di-Pertuan Agong, vanligen kallad kung. Kungen väljs för en femårsperiod bland de nio ärftliga härskarna i de malaysiska staterna, de övriga fyra staterna, som har ordinarie guvernörer, deltar inte i valet. Genom en informell överenskommelse roteras positionen regelbundet bland de nio, och har innehafts av Ibrahim Ismail av Johor sedan den 31 januari 2024. Kungens roll är till stor del ceremoniell sedan en ändring av konstitutionen 1994, att utse ministrar och medlemmar av överhuset.
Den lagstiftande makten delas mellan federala och delstatliga lagstiftande församlingar. Det tudelade federala parlamentet består av ett underhus, representanthuset, och en första kammare, senaten. Representanthusets 222 medlemmar väljs för en maximal löptid på fem år från enmansvalkretsar. De 70 senatorerna sitter treårsperioder, 26 väljs av de 13 delstatsparlamenten, och de återstående 44 utses av kungen på premiärministerns rekommendation. Riksdagen har ett flerpartisystem och regeringen väljs genom enkel majoritet. Allt sedan självständigheten har Malaysia styrts av en flerpartikoalition kallad Barisan Nasional.
Varje delstat har en enkammars lagstiftande församling vars medlemmar väljs från enmansvalkretsar. Medlemsstaternas regering leds av Chief Ministers, som är delstatsvalet medlemmar från det största partiet i församlingen. I de stater som har en ärftlig härskare, krävs att Chief Ministern är en malaj, och utses av härskaren på rekommendation av premiärministern. Parlamentsval hålls minst en gång vart femte år, det senaste 5 maj 2013. Registrerade väljare i åldern 21 och uppåt kan rösta på ledamöterna i representanthuset och, i de flesta stater, för delstatens lagstiftande kammare. Röstning är inte obligatorisk. Med undantag för valet i Sarawak, hålls alla statliga val samtidigt med federala val.

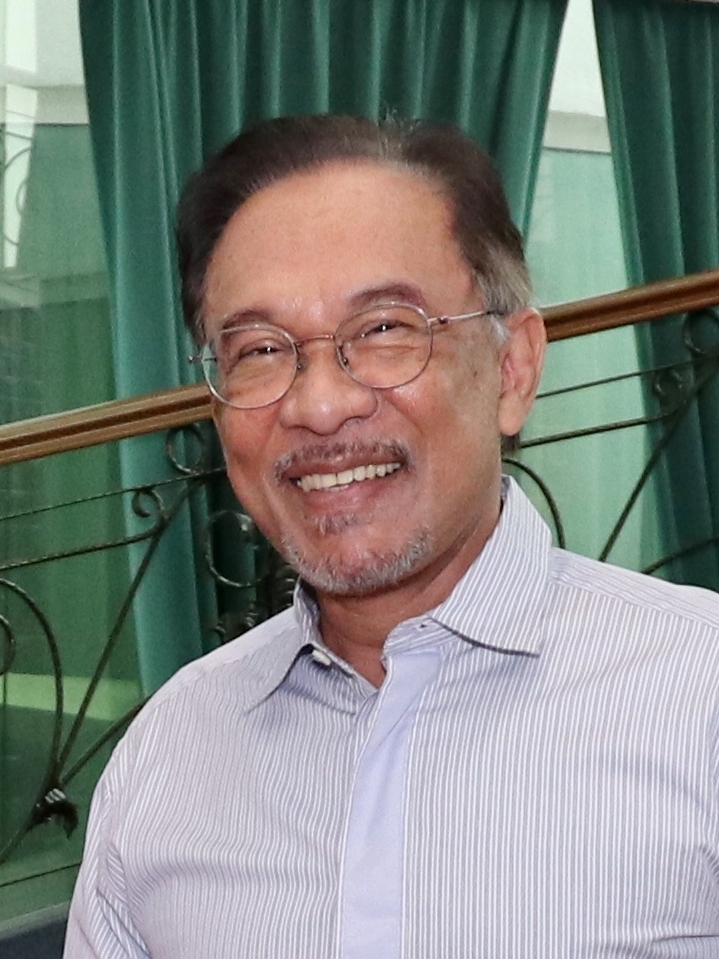
Anwar Ibrahim, premiärminister sedan 2022.

Den verkställande makten ligger hos regeringen, som leds av premiärministern. Premiärministern måste vara en medlem av representanthuset, som enligt kungens uppfattning, kontrollerar en majoritet i parlamentet. Regeringen väljs från medlemmar av båda kamrarna i parlamentet. Premiärministern är både kanslichef och regeringschef. Den nuvarande, Anwar Ibrahim, den åttonde i ordningen, utnämndes år 2022.

### Administrativ indelning
Malaysia är en federation och består av tretton delstater (Negeri) och tre federala territorier (Wilayah Persekutuan). Elva av delstaterna och två av de federala territorierna ligger på Malackahalvön och resterande två delstater och ett federalt territorium på ön Borneo.

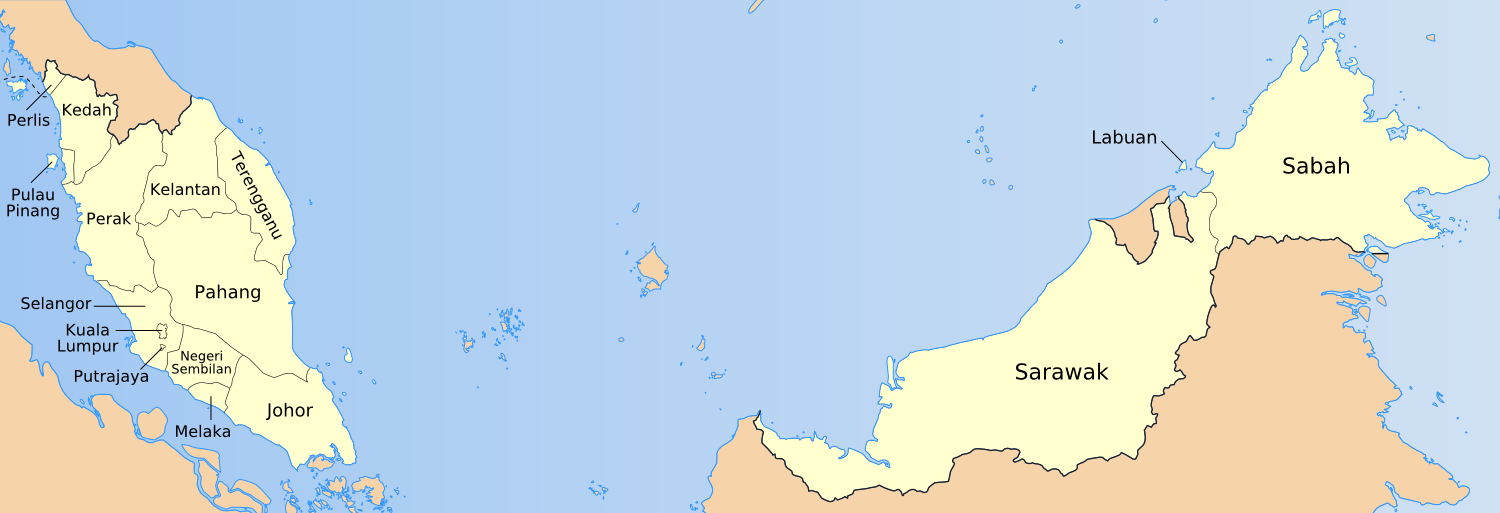
Malaysias delstater.

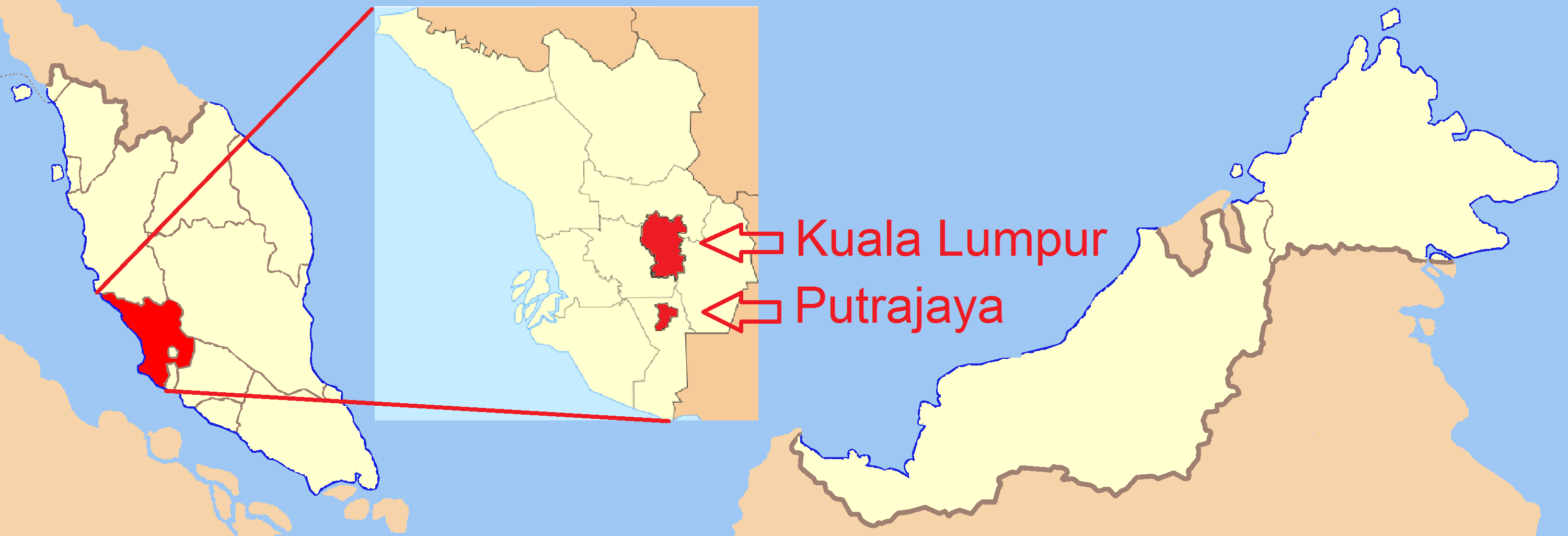

#### Malackahalvön
Inom parentes delstatens huvudstad.
- Johor (Johor Baharu)
- Kedah (Alor Setar)
- Kelantan (Kota Bharu)
- Kuala Lumpur (Kuala Lumpur)
- Malacka (Malacka)
- Negeri Sembilan (Seremban)
- Pahang (Kuantan)
- Perak (Ipoh)
- Perlis (Kangar)
- Pinang (George Town)
- Putrajaya (Putrajaya)
- Selangor (Shah Alam)
- Terengganu (Kuala Terengganu)

#### Borneo
Inom parentes statens huvudstad
- Labuan (Bandar Labuan)
- Sabah (Kota Kinabalu)
- Sarawak (Kuching)

Kuala Lumpur, Putrajaya och Labuan är federala territorier.

### Politik
Etnicitet är en viktig kraft i politiken, och många politiska partier är etniskt baserade. Åtgärder som den nya ekonomiska politiken och den nationella utvecklingspolitiken som ersatte den, genomfördes för att främja ställningen för bumiputera, bestående av malajer och de inhemska stammar som anses vara de ursprungliga invånarna i Malaysia, över icke-bumiputera såsom malaysiska kineser och malaysiska indier. Denna politik ger särbehandling för bumiputera i sysselsättning, utbildning, stipendier, affärer och tillgång till billigare bostäder och gynnat sparande. Det har dock lett till ökande interetnisk förbittring. Det pågår diskussioner om huruvida lagarna och samhället i Malaysia bör avspegla sekulära eller islamiska principer. Islamiska lagar som beslutats av Parti Islam Se-Malaysia i delstatliga lagstiftande församlingar har blockeras av den federala regeringen.
I november 2022 blev Anwar Ibrahim ny premiärminister i Malaysia. 

### Rättsväsen
Malaysias rättssystem bygger på engelsk rätt. Även om rättsväsendet i teorin är oberoende, har oberoendet ifrågasatts och utnämningen av domare saknar ansvarsskyldighet och öppenhet. Den högsta domstolen i rättsväsendet är den federala domstolen, följt av hovrätten och två höga domstolar, en för Malackahalvön och en för Östmalaysia. Malaysia har också en särskild domstol för att döma i mål av eller mot kungligheter. Separat från de civila domstolarna är Shariadomstolarna, som gäller Sharialag i de fall som involverar malaysiska muslimer och löper parallellt med det sekulära rättssystemet. Internal Security Act tillåter frihetsberövande utan rättegång, och dödsstraffet används för brott såsom narkotikahandel.

## Ekonomi och infrastruktur

### Näringsliv

#### Jord- och skogsbruk, fiske
Ungefär 18 % av Malaysias mark används för jordbruk, där en fjärdedel odlas med ris och grönsaker, medan resten används för trädgrödor som oljepalmer och fruktträd. Palmolja är den största jordbruksexporten och stod för en tredjedel av jordbrukets exportvärde 2007. Gummi, tidigare landets viktigaste jordbruksprodukt, har minskat kraftigt i betydelse men Malaysia är fortfarande en ledande producent av gummihandskar och däck. Kakao- och svartpepparodlingar har också minskat, men satsningar görs på högavkastande plantor och export av tropiska frukter som papaya och mango.
Regnskogen har avverkats i snabb takt sedan 1960-talet, främst för oljepalmsodling. Cirka 55 % av landets yta är fortfarande skogbevuxen, och 80 % av skogsområdena är skyddade eller reglerade för hållbart bruk. Plantager med snabbväxande trädslag som teak och akacia etableras för att minska trycket på regnskogen. Tropiskt trä, plywood och möbler utgör en viktig exportindustri, särskilt från Sabah och Sarawak.
Fisk är en viktig proteinkälla och står för hälften av Malaysias proteinintag. 80 procent av fångsten kommer från havsfiske, medan resten odlas i dammar och vattenbruk. Sedan 1990-talet har överfiske utarmat bestånd nära kusten, vilket lett till satsningar på djuphavsfiske och modernisering av fisket. Export av tonfisk och skaldjur har ökat, medan lågkvalitativ fångst används för fiskmjöl.

#### Turism
Turistnäringen i Malaysia växer snabbt och är en betydande inkomstkälla. Sedan mitten av 2000-talet har antalet besökare ökat med över en miljon årligen och nådde över 25 miljoner år 2015. Omkring hälften av turisterna kommer från Singapore, ofta på kortare vistelser, medan antalet besökare från Kina och Indien har ökat markant. Landets främsta attraktioner är dess tropiska natur och kulturella mångfald.

### Infrastruktur

#### Utbildning
Mellan 1980 och 2009 sjönk analfabetismen i Malaysia från 30 procent till 5 procent. Utbildningspolitiken har sedan 1970 prioriterat malajer och bumiputra, som traditionellt haft lägre utbildningsnivå än kineser och indier. För högre studier infördes kvotering, som senare ersattes med "positiv särbehandling".
Skolplikten börjar vid sju års ålder och omfattar en sexårig grundskola, följd av tre års lägre och två års högre sekundärskola. Cirka 75 procent av barnen går i avgiftsfria statliga skolor där undervisningen sker på bahasa malaysia, medan andra väljer skolor med kinesiska eller tamil som språk. År 2009 fortsatte 66 procent av pojkarna och 72 procent av flickorna från grundskolan till lägre sekundärskola. Vid gymnasienivå väljer elever mellan naturvetenskapliga och humanistiska inriktningar.
Efter gymnasiet krävs en ett- eller tvåårig förberedande utbildning för universitet. Statliga universitet kvoterar 90 procent av platserna till bumiputra, medan privata universitet, ofta filialer till utländska lärosäten, domineras av icke-bumiputra. Kritik kvarstår kring intagningsprinciper och upplevd diskriminering i högre utbildning. År 2010 fanns 20 statliga, ett internationellt muslimskt och cirka 35 privata universitet i Malaysia samt ett trettiotal yrkeshögskolor.

## Befolkning

### Demografi
Den totala befolkningen uppgick 2010 till 28,3 miljoner, varav 92% är medborgare. Medborgarna i Malaysia kallas malaysier. Malajer är en etnisk grupp. Landet har en ung befolkningsstruktur, med ca 28% av befolkningen under 15 år.

#### Större städer
Putrajaya är en nyligen skapad administrativ huvudstad för Malaysias regering, och byggs för att minska trängseln i Malaysias huvudstad Kuala Lumpur. Premiärministerns kontor flyttades dit 1999 och flytten var klar 2005. Kuala Lumpur kommer dock fortfarande att hysa parlamentet och vara landets kommersiella och finansiella huvudstad. Andra större städer inkluderar George Town, Ipoh, Johor Bahru, Kota Kinabalu och Kuching.

#### Urbanisering
Cirka 22 miljoner av befolkningen bor i Västmalaysia på Malackahalvön. 

#### Minoriteter
Malaysias befolkning består av många olika folkgrupper. Majoriteten av medborgarna räknas som bumiputera ("jordens söner", av austronesiskt ursprung), med 56% av medborgarna malajer och 11% andra infödda, men landet har också en betydande kinesisk minoritet som utgör cirka 25% av befolkningen, och en indisk minoritet som utgör cirka 7% av befolkningen, varav 85% tamiler.
Bland ursprungsfolken finns exempelvis de så kallade orang asli, och, i Sabah och Sarawak, Iban, Melanau, dajaker med flera. Bland de malaysiska medborgarna, är malajer med 63% den dominerande etniska gruppen på Malackahalvön. Iban utgör med 30 % den största gruppen i Sarawak, medan Kadazan-Dusun utgör ca 25 procent i Sabah.

### Religion
Islam är Malaysias statsreligion med 60% av befolkningen som beräknas vara muslimer. Malajerna definieras enligt paragraf 160 i konstitutionen som muslimer.

## Kultur

### Konstarter

#### Arkitektur
I huvudstaden Kuala Lumpur hittar man bland annat Petronas Twin Towers, en av världens mest berömda och högsta byggnader som är placerad mitt i centrala delen av staden och det kungliga palatset. Landets nationalmoské, Masjid Negara, ligger också i huvudstaden och rymmer ca 15 000 personer. 

### Flaggan
Den malajiska flaggan härstammar från 1957. De 14 ränderna och de 14 strålarna i stjärnan representerar de tretton delstaterna plus den federala centralregeringen. Halvmånen och stjärnan representerar Islam, den officiella religionen. Det blå fältet symboliserar det malajiska folkets enhet. Den gula färgen hos halvmånen och stjärnan är en kunglig färg som symboliserar delstaternas ledare. Rött symboliserar mod och vitt symboliserar renhet.

## Internationella rankningar
| Organisation                                | Undersökning                   | Rankning   |
| ------------------------------------------- | ------------------------------ | ---------- |
| Heritage Foundation/The Wall Street Journal | Index of Economic Freedom 2019 | 22 av 180  |
| Reportrar utan gränser                      | Pressfrihetsindex 2019         | 123 av 180 |
| Transparency International                  | Korruptionsindex 2018          | 61 av 180  |
| FN:s utvecklingsprogram                     | Human Development Index 2018   | 61 av 189  |